# Чекмарьов Олександр Петрович
Олекса́ндр Петро́вич Чекмарьо́в (30 серпня (12 вересня) 1902 , Велика Знам'янка, Таврійська губернія  — 11 березня 1975 , Дніпро ) — український науковець-металург, фахівець з оброблення металу тиском. Дійсний член (академік) АН УРСР (від 1948 року). Герой Соціалістичної Праці (1972). Заслужений діяч науки і техніки УРСР (1962).

## Біографія
Народився 30 серпня (12 вересня) 1902 року в селі Велика Знам'янка, нині Запорізька область, Україна.

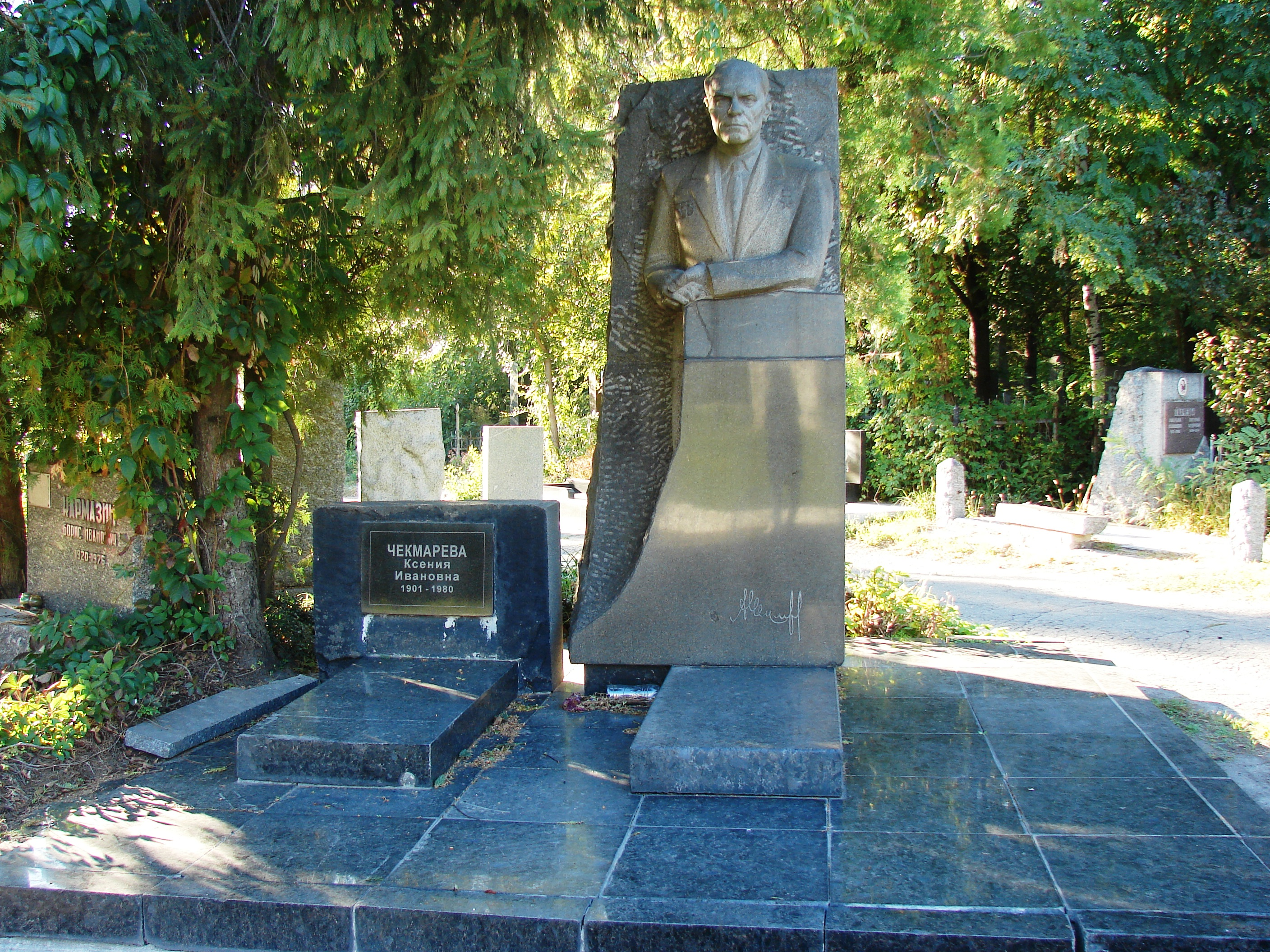
Могила Олександра Чекмарьова, Запорізьке кладовище

Закінчив Дніпропетровський гірничий інститут. Від 1934 року — професор Дніпропетровського металургійного інституту. У 1948—1976 роках працював в Інституті чорної металургії в Дніпропетровську.
Помер на 73-му році життя 11 березня 1975 року в Дніпропетровську, похований на Запорізькому кладовищі (надгробок-горельєф роботи Юрія Павлова).

## Наукова діяльність
Автор понад 500 наукових робіт, понад 40 авторських свідоцтв на винаходи. Наукові роботи присвячені теорії прокатки, удосконаленню прокатного устаткування, розробці нових технологічних процесів. Серед учнів академіка Чекмарьова, зокрема, професори Олександр Грудєв, Валентин Данченко, Володимир Мелешко тощо. Підготував близько 4 тисяч інженерів-прокатників.

## Пам'ять
Іменем Олександра Чекмарьова названа вулиця у Дніпрі (Академіка Чекмарьова) та одна з гірських вершин Паміру.